# Chriodes garuda
Chriodes garuda là một loài tò vò trong họ Ichneumonidae.